# Hénouville
Hénouville és un municipi francès situat al departament del Sena Marítim i a la regió de Normandia. L'any 2007 tenia 1.243 habitants.

## Demografia

### Població
El 2007 la població de fet de Hénouville era de 1.243 persones. Hi havia 436 famílies de les quals 48 eren unipersonals (12 homes vivint sols i 36 dones vivint soles), 156 parelles sense fills, 192 parelles amb fills i 40 famílies monoparentals amb fills.
La població ha evolucionat segons el següent gràfic:
Habitants censats

### Habitatges
El 2007 hi havia 471 habitatges, 454 eren l'habitatge principal de la família, 7 eren segones residències i 10 estaven desocupats. 467 eren cases i 2 eren apartaments. Dels 454 habitatges principals, 385 estaven ocupats pels seus propietaris, 58 estaven llogats i ocupats pels llogaters i 11 estaven cedits a títol gratuït; 8 tenien dues cambres, 32 en tenien tres, 76 en tenien quatre i 338 en tenien cinc o més. 400 habitatges disposaven pel capbaix d'una plaça de pàrquing. A 143 habitatges hi havia un automòbil i a 296 n'hi havia dos o més.

### Piràmide de població
La piràmide de població per edats i sexe el 2009 era:
| Homes | Edats   | Dones |
| ----- | ------- | ----- |
| 0     | 95 o +  | 0     |
| 0     | 90 a 94 | 4     |
| 8     | 85 a 89 | 8     |
| 4     | 80 a 84 | 12    |
| 0     | 75 a 79 | 4     |
| 20    | 70 a 74 | 8     |
| 20    | 65 a 69 | 24    |
| 12    | 60 a 64 | 16    |
| 56    | 55 a 59 | 36    |
| 44    | 50 a 54 | 60    |
| 56    | 45 a 49 | 40    |
| 64    | 40 a 44 | 60    |
| 52    | 35 a 39 | 72    |
| 28    | 30 a 34 | 32    |
| 24    | 25 a 29 | 20    |
| 44    | 20 a 24 | 28    |
| 52    | 15 a 19 | 44    |
| 64    | 10 a 14 | 52    |
| 40    | 5 a 9   | 28    |
| 44    | 0 a 4   | 28    |

## Economia
El 2007 la població en edat de treballar era de 907 persones, 650 eren actives i 257 eren inactives. De les 650 persones actives 609 estaven ocupades (329 homes i 280 dones) i 41 estaven aturades (17 homes i 24 dones). De les 257 persones inactives 85 estaven jubilades, 123 estaven estudiant i 49 estaven classificades com a «altres inactius».

### Ingressos
El 2009 a Hénouville hi havia 459 unitats fiscals que integraven 1.258 persones, la mediana anual d'ingressos fiscals per persona era de 25.330 €.

### Activitats econòmiques
Dels 31 establiments que hi havia el 2007, 3 eren d'empreses de fabricació d'altres productes industrials, 5 d'empreses de construcció, 6 d'empreses de comerç i reparació d'automòbils, 6 d'empreses de transport, 2 d'empreses d'hostatgeria i restauració, 2 d'empreses financeres, 1 d'una empresa immobiliària, 4 d'empreses de serveis i 2 d'empreses classificades com a «altres activitats de serveis».
Dels 5 establiments de servei als particulars que hi havia el 2009, 1 era un paleta, 1 lampisteria, 1 electricista, 1 restaurant i 1 agència immobiliària.
L'únic establiment comercial que hi havia el 2009 era una botiga de mobles.
L'any 2000 a Hénouville hi havia 16 explotacions agrícoles que ocupaven un total de 340 hectàrees.

## Equipaments sanitaris i escolars
El 2009 hi havia 1 escola maternal i 1 escola elemental.

## Poblacions més properes
El següent diagrama mostra les poblacions més properes.